# Hualapai (langue)
Ne doit pas être confondu avec Hualapai.
Le hualapai ou walapai (Hwalbay en hualapai), est une langue yumane de la branche des langues yumanes centrales parlée aux États-Unis, dans le Nord-Ouest de l'Arizona, le long du Colorado.
La langue est encore parlée par la majorité de la population hualapai.
Le nom du peuple et de la langue est composé de hwal, « pin », et bay, « peuple ».

## Écriture
Le hualapai est écrit avec l’alphabet latin.
Un programme d’éducation walapai bilingue a été créé en 1975 et une première orthographe est créée.
Cette orthographe est ensuite révisée en 1979.
| a  | ae | b | ch | d | đ | e | f  | g | h | i | k | l | m | n |
| ny | ng | o | p  | q | s | t | th | ŧ | u | v | w | y | ’ |   |

Les voyelles longues sont indiquées en suivant la lettre par les deux-points : ‹ a:, ae:, e:, i:, o:, u: ›.